# Eugenio Villar García
Eugenio Villar García (Valencia, 8 de octubre de 1922 - Santander, 4 de marzo de 2012) fue un físico catedrático de universidad, discípulo de Joaquín Catalá de Alemany y pionero de la física de partículas en España.

## Biografía
Eugenio Villar García nació en Valencia en 1922 y se licenció en Ciencias Químicas por la Universidad de Valencia en 1946. Participó asiduamente en Las Vesperales organizadas por el escritor José Luis León Roca donde entabló amistad con el pintor Manolo Gil. En 1951 ingresó en el Instituto de Física Corpuscular (IFIC) de la Facultad de Ciencias de Valencia, fundado y dirigido por el Profesor Joaquín Catalá de Alemany, llegando a ser miembro de la Junta Directiva. Allí conoció a Aurelia Bonet Hortelano, con la que se casó en 1954 y tuvo cuatro hijos. Obtuvo el doctorado en Ciencias Físicas por la Universidad Complutense de Madrid en 1957. Junto con los demás miembros del Instituto, su actividad investigadora se inició en la Espectroscopía Nuclear utilizando la Técnica Fotográfica. Obtuvo la Cátedra de Termodinámica en la Universidad de Santiago de Compostela en 1970 para trasladarse a Santander, un año después, como Catedrático de Termodinámica en la recién fundada Facultad de Ciencias de Santander, dependiente entonces de la Universidad de Valladolid. Eugenio Villar contribuyó a la fundación en 1972 y posterior andadura de la Universidad de Santander que, trece años después, pasaría a denominarse Universidad de Cantabria, ocupando los cargos de Director de Departamento, Decano y Vicerrector de Extensión Universitaria. Desde esta responsabilidad dio origen a la Camerata Coral de la Universidad de Cantabria dirigida, inicialmente, por Lynne Kurzeknabe. Jubilado en 1993, fue nombrado Profesor Emérito, puesto desde el que continuó su actividad académica hasta 2008.

## Actividad investigadora
Desde 1960, sus estancias en Milán, que pudo realizar gracias a una beca de la Agencia Internacional de la Energía Atómica, y en la Organización Europea para la Investigación Nuclear (CERN), le especializaron en Física de Altas Energías contribuyendo a la potenciación del grupo del Instituto de Física Corpuscular (IFIC) en Valencia y creando un nuevo equipo en Santander, posteriormente integrado en el Instituto de Física de Cantabria (IFCA). Ya en Cantabria, formó además, el Grupo de Termodinámica dedicado al estudio del estado líquido mediante métodos estadísticos y creó un equipo de Medio Ambiente que, entre otras actividades, realizó entre 1980 y 1983, por encargo del Ministerio de Cultura, un estudio para determinar el régimen de visitas a la Cueva de Altamira que no causara el deterioro de las pinturas. La utilización del Radón como trazador en las mediciones en la cueva están en el origen del Grupo Radón de la Universidad de Cantabria. Tiene publicados cerca de 200 trabajos de investigación en prestigiosas revistas especializadas nacionales y extranjeras, muchos de ellos resultado de colaboraciones internacionales dedicadas al estudio de los cuarks, mediante el Gran colisionador de electrones y positrones (LEP), y ha sido investigador principal de casi medio centenar de proyectos, muchos de ellos con empresas. Entre sus publicaciones cabe destacar Breve Historia de la Física, libro que escribió en los últimos años de su vida, dirigido a estimular la pasión por la física en los jóvenes.

## Reconocimientos
En 1982 se le concedió la Medalla Nacional de la Real Sociedad Española de Física. En 2001 fue designado Magister Senior por la UNATE. En 2006 fue designado Académico de Número de la Real Academia de Medicina de Cantabria y Socio de Honor de la Real Sociedad Española de Física 2007. En 2008, la Universidad de Cantabria le otorgó la Medalla de Plata de la Universidad.